# Cova de Son Julià
La cova de Son Julià és una cova natural prehistòrica d'enterrament situada a la possessió de Son Julià, a la finca anomenada can Pola, al municipi de Llucmajor, Mallorca.
La cova és lleugerament circular, sembla que estava tapada amb una llosa o diverses sostingudes amb una columna. Fou excavada a principis del segle XX per l'arqueòleg català Josep Colominas i Roca, el qual la trobà intacta, ja que es descobrí quan ell realitzava excavacions en un poblat proper. Tenia gran quantitat d'enterraments col·locats sense cap ordre. Destaca l'elevat nombre d'aixovar funerari que s'hi trobà i que es conserva al Museu d'Arqueologia de Catalunya (Barcelona): discs de bronze, campanes, plaques de plom, collars de pasta vítria i diversos utensilis de vidre. S'hi trobaren, també productes, importats: ceràmica grisa i romana, la qual cosa demostra que fou emprada durant un període molt llarg de temps.